# Balıkesir BK
Balıkesir Basketbol Kulübü meer bekend onder de naam BEST Balıkesir is een Turkse basketbalclub gelegen in de gelijknamige stad Balıkesir. 
De club speelt zijn thuiswedstrijden in Kurtdereli Spor Salonu, dat ongeveer 2350 zitplaatsen telt. De clubkleuren zijn blauw en oranje, en de club behoort tot Yırcalı Grup wat een bekende holding is in de stad. Sedert 2016 speelt de club in de hoogste divisie van het land. In 2016 werd ook het logo van het team veranderd. Het is een blauwe basketbal met een oranje rand wat de clubkleuren aantoont. In het midden van de bal staat BEST wat staat voor Balıkesir Elektromekanik Sanayi Tesisleri en eronder staat Balıkesir Basketbol.